# Granatapfelsirup
Der Granatapfelsirup (Lateinisch: malogranatum surrepo,Türkisch: Nar ekşisi, Arabisch: حامض الرمان [hamid alrumaan]) ist eine im Orient häufig verwendete Zutat. Es ist eine aus dem Saft des Granatapfels gewonnene dunkelrote bis schwarze Flüssigkeit, die einen vorwiegend säuerlichen Geschmack aufweist.
Beispielsweise wird er in folgenden Türkischen Gerichten verwendet:
- Kısır (Türkischer Bulgur-Salat)
- Babuganuç (Gegrillte Gemüse-Mischung)
- Dolma
- Als Soße für Grillgemüse
- Çiğ Köfte
- Zeytin Salatası